# لا بارا
لا بارا (به لاتین: La Barra) یک منطقهٔ مسکونی در اروگوئه است که در بخش مالدونادو واقع شده‌است. لا بارا ۳۳۹ نفر جمعیت دارد.